# Kubaspecht
Der Kubaspecht (Colaptes fernandinae) ist eine Art der Gattung Goldspechte (Colaptes) innerhalb der Unterfamilie der Echten Spechte (Picinae). Der etwa grauspechtgroße Vogel ist ein Endemit der Großen Antilleninsel Kuba, wo er in zunehmend fragmentierteren Gebieten und in abnehmender Zahl vor allem in Palmensavannen und Schwemmland vorkommt. Wie die meisten Vertreter dieser Gattung sucht der Kubaspecht seine Insektennahrung vornehmlich auf dem Boden. Die monotypische Art wird von der IUCN als gefährdet („vulnerable“) eingestuft.

## Aussehen
Kubaspechte erreichen bei einer Größe von 30 Zentimetern ein Gewicht von bis zu 163 Gramm. Sie entsprechen in Größe und Gewicht damit dem Grauspecht.
Der Kubaspecht ist auf der Oberseite auf ockergelbem Grund dicht schwärzlichbraun gebändert, wobei die Bänderung auf dem Rücken und den Oberschwanzdecken enger ist als auf den Flügeldecken. Die Oberseite der Schwingen ist auf dunkelbraunem Grund eng gelbbräunlich gebändert. Der schwarzbraune Schwanz ist über seine gesamte Breite hell ockerfarben gebändert. Die Unterseite ist ab der Kehle auf gelblich-lederfarbenem, am intensivsten an den Flanken gefärbtem Grund deutlich pfeilspitzenartig bräunlichschwarz gezeichnet. Diese Zeichnung verblasst bauchseitig etwas. Die Schwingenunterseite ist wie die Unterseite des Schwanzes gelblich mit einer nur undeutlichen dunklen Bänderung. Der lange, spitze und deutlich abwärtsgebogene Stocherschnabel ist schwarz, die vierzehigen Füße sind dunkelgrau. Die Augenfärbung ist nach Winkler entweder dunkelbraun oder rötlichbraun.
Die Färbungsunterschiede zwischen den Geschlechtern sind gering und betreffen nur die Färbung des Kopfes. Größen- oder Gewichtsdimorphismen werden nicht beschrieben. Beim adulten Männchen sind Stirn, Scheitel und Nacken auf zimtfarbenem Grund fein schwarz gestrichelt; gelegentlich weist der Nackenbereich eine Andeutung von Rot auf. Ein schmaler weißer Zügel sowie ein feiner weißer Überaugen- und Unteraugenstreif können ausgebildet sein. Der Bartstreif ist schwarz; manchmal weist er rötliche Einschlüsse und Markierungen auf. Die intensiv hell ockerfarbenen Ohrdecken dunkeln zum Nacken hin etwas ab. Kehle und Hals sind auf weißlichem Grund intensiv schwarz gestrichelt, auf den Seiten und zur Brust hin auch schwarz gefleckt. Bei adulten Weibchen ist der Bartstreif deutlich weiß gestrichelt; rote Einschlüsse im Nacken- oder Malarbereich fehlen. Jungvögel sind insgesamt dumpfer und bräunlicher gefärbt. Während die Bänderung auf der Oberseite undeutlicher ist, sind die dunklen Gefiederabzeichen der Unterseite ausgebreiteter.

### Stimme
Die Vokalisationen erinnern an die des Goldspechts.  Am häufigsten ist eine in der Tonhöhe abfallende Rufreihe, die wie pieeh…pieeh oder kliie-ye…kliie-ye klingt, zu hören. Auch Triller gehören ins Rufrepertoire. Insgesamt ist die Art jedoch akustisch eher unauffällig.

## Verbreitung und Lebensraum

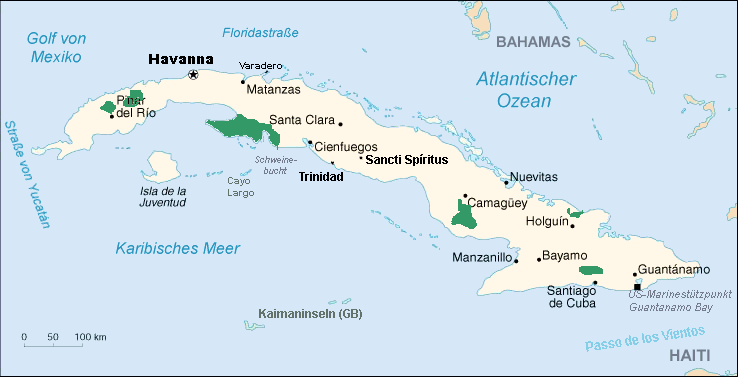
Verbreitungsinseln des Kubaspechts

Der Kubaspecht ist ein Endemit der Antilleninsel Kuba. Soweit bekannt war er dort früher bedeutend weiter verbreitet als heute, aber offenbar niemals häufig. Zurzeit sind seine bekannten Vorkommen auf wenige, voneinander weitgehend isolierte Bereiche beschränkt. Das größte und populationsstärkste liegt im Zapata Schwemmland in der Provinz Matanzas im Südwesten Kubas.
In diesen unterschiedlich strukturierten Gebieten bewohnt die Art hauptsächlich Palmensavannen in offenen, trockenen Landschaften, aber auch Weideland, Waldränder und Schwemmlandgebiete. Gelegentlich dringt er auch in dichte, zusammenhängende Wälder vor.

## Nahrung und Nahrungserwerb
Soweit bekannt ernährt sich der Kubaspecht von Insekten, vornehmlich von Ameisen. Er erbeutet seine Nahrung hauptsächlich auf dem Boden, indem er in der Erde stochert oder Blätter wendet und absucht. Er ist bei der Nahrungssuche stärker auf den Boden ausgerichtet als der verwandte und mit ihm sympatrisch vorkommende Goldspecht.

## Brut
Kubaspechte brüten meistens in Einzelpaaren, gelegentlich aber auch in kleinen, lockeren Kolonien.
Die Paarbildung findet im späten Dezember und im Januar statt. Danach baut das Paar in lebende oder geschädigte Palmen in meist relativ geringer Höhe eine Bruthöhle. Bevorzugter Brutbaum ist Sabal domingensis, eine auf Kuba und Hispaniola verbreitete Palmenart. Die Hauptlegezeit erstreckt sich von März bis Juni. Das Gelege besteht aus 4–5 Eiern. Weitere Angaben zur Brutbiologie, insbesondere zu Brutdauer und Nestlingszeit, liegen nicht vor.

## Gefährdung
Der Bestand der Art wird von der IUCN als gefährdet („vulnerable“) eingestuft. Hauptgründe dafür sind die in der Zwischenzeit stark fragmentierten Verbreitungsareale, deren Gesamtgröße bei etwa 7.400 Quadratkilometer liegt und der auf weniger als 1000 Individuen geschätzte Gesamtbestand. Die größten Vorkommen liegen in den Zapatasümpfen, einem Gebiet, das als Biosphärenreservat ausgewiesen ist. Obwohl auch hier der Bestand der Art weiter rückläufig ist, laufen hier international vernetzte Schutzprogramme an, die eventuell den Erhalt der Art auf einem sehr niedrigen Bestandsniveau sichern können.
Hauptgefährdungsursachen sind nach wie vor Lebensraumverlust, direkte Verfolgung und illegaler Artenhandel sowie die Konkurrenz durch andere Spechtarten, insbesondere durch den Goldspecht und den Bahamaspecht. Letzterer ist nicht nur ein Höhlenkonkurrent, sondern nimmt gelegentlich auch Bruthöhlen des Kubaspechts aus. Kubaspechte brüten fallweise in lockeren Kolonien, manchmal mit Paaren der Kubaamazone vergesellschaftet. Da diese Papageienart ein begehrter Käfigvogel ist, werden die Brutbäume oft gefällt, um an ihre Eier oder Nestlinge zu kommen. Die Wedel der Sabalpalme werden vor allem für Hüttendächer und vielerlei Flechtwerk genutzt, was vielfältige Störungen mit sich bringt, aber auch zum Absterben der Palmen führen kann und dadurch die Brutmöglichkeiten der Art weiter reduziert.

## Weblink
- Colaptes fernandinae in der Roten Liste gefährdeter Arten der IUCN 2013.2. Eingestellt von: BirdLife International, 2012. Abgerufen am 6. Februar  2014.